# Cystidicoloides uniseriata
Cystidicoloides uniseriata is een rondwormensoort uit de familie van de Cystidicolidae. De wetenschappelijke naam van de soort is voor het eerst geldig gepubliceerd in 1988 door Valovaya & Walter.